# Bert Wijbenga
Bert Wijbenga (Haarlem, 7 februari 1964) is een Nederlandse bestuurder en VVD-politicus. Sinds 9 september 2021 is hij burgemeester van Vlaardingen. Van 5 juli 2018 tot 2 september 2021 was hij wethouder en locoburgemeester van Rotterdam.

## Biografie

### Opleiding en loopbaan
Wijbenga ging tot 1982 naar het gymnasium aan het Christelijk Lyceum Zeist en ging tot 1986 naar de Nederlandse Politie Academie in Apeldoorn. Naast zijn loopbaan bij de politie studeerde hij tot 1990 politicologie aan de Vrije Universiteit Amsterdam en tot 2001 bestuurskunde aan de Universiteit Utrecht en diverse andere opleidingen. Hij doorliep van 1986 tot 2011 diverse rangen bij de politie, van inspecteur tot aan hoofdcommissaris. In die laatste hoedanigheid was hij korpschef van het regiokorps Flevoland en in zijn laatste jaar kwam de fusie tot stand met het regiokorps Politie Gooi en Vechtstreek. Van 2011 tot 2018 was hij bestuursvoorzitter van woningcorporatie Woonbron in Rotterdam.

### Politieke loopbaan
Wijbenga was van 5 juli 2018 tot 2 september 2021 wethouder en locoburgemeester van Rotterdam met in zijn portefeuille handhaving, buitenruimte, integratie en samenleven. Met ingang van 9 september 2021 werd hij burgemeester van Vlaardingen. Hij werd beëdigd door Jaap Smit, de commissaris van de Koning in Zuid-Holland.

### Privéleven
Wijbenga is getrouwd met Cora van Nieuwenhuizen en heeft vier kinderen. Informeel voegt hij in het dagelijks leven de achternaam van zijn tweede echtgenote toe aan de zijne; Wijbenga-van Nieuwenhuizen.